# Cạnh tranh giữa Messi–Ronaldo

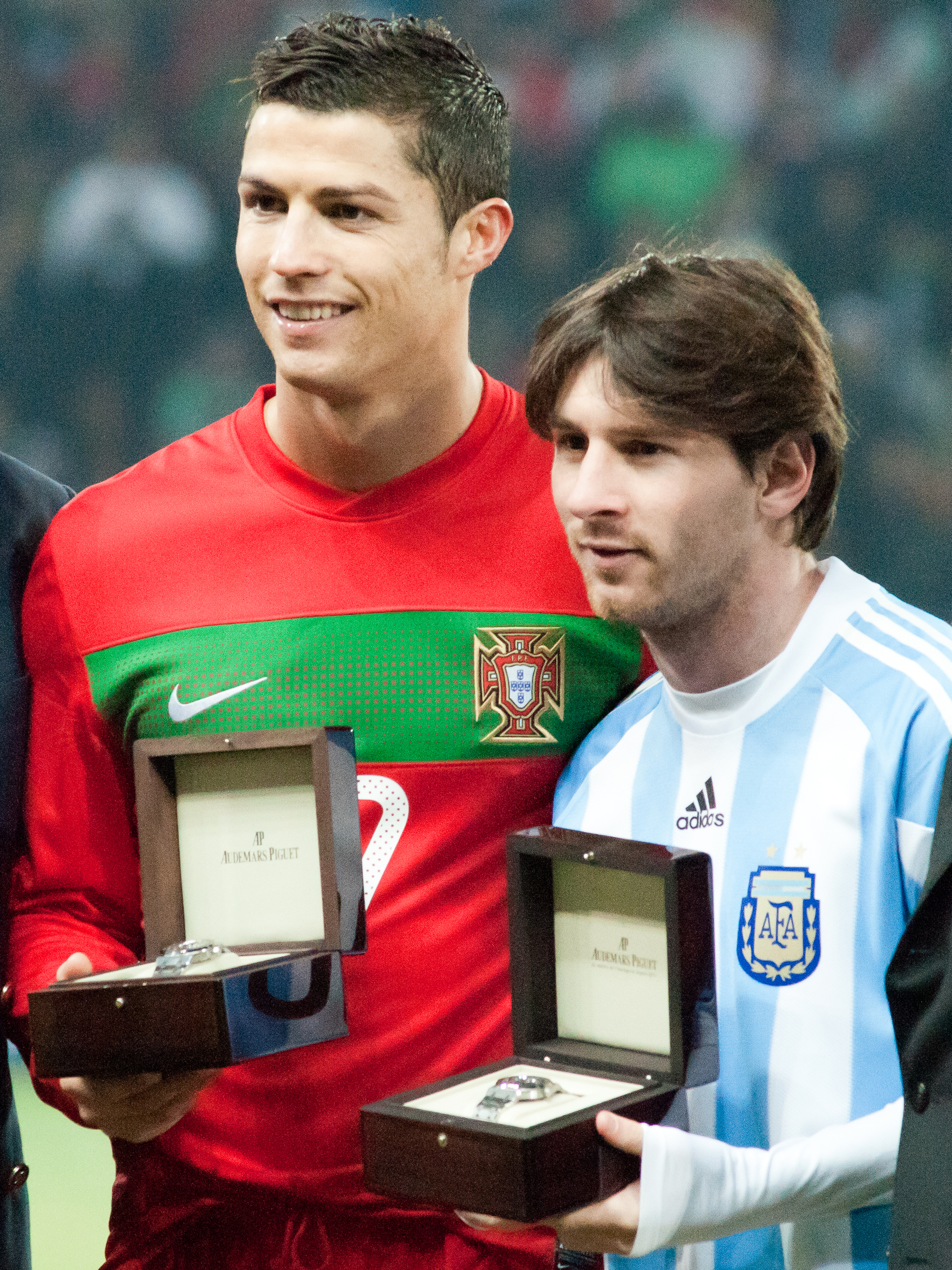

Cạnh tranh giữa Messi–Ronaldo là cuộc so tài bóng đá giữa tiền đạo người Argentina Lionel Messi và tiền đạo người Bồ Đào Nha Cristiano Ronaldo trong giai đoạn từ 2008 đến nay trên cả phương diện cá nhân lẫn tập thể.
Giành được tổng cộng 13 giải thưởng Quả bóng vàng (8 cho Messi và 5 cho Ronaldo, là hai cầu thủ đoạt danh hiệu này nhiều nhất) và 10 giải thưởng Chiếc giày vàng châu Âu (6 cho Messi và 4 cho Ronaldo), cả hai đều được đánh giá cao không chỉ là hai cầu thủ xuất sắc nhất trong thế hệ của họ, mà còn đối với hầu hết các môn thể thao, bao gồm cả cầu thủ, nhà văn và người hâm mộ, là hai trong số những cầu thủ vĩ đại nhất mọi thời đại. Họ là hai trong số những cầu thủ bóng đá giành nhiều danh hiệu nhất từ trước đến nay, đã giành được tổng cộng 82 danh hiệu (Messi 46, Ronaldo 36) trong suốt sự nghiệp chuyên nghiệp của họ cho đến nay, và thường xuyên phá vỡ rào cản 50 bàn thắng trong một mùa giải. Họ là hai trong số 28 cầu thủ trong lịch sử thể thao ghi được hơn 700 bàn thắng trong sự nghiệp của họ cho câu lạc bộ và quốc gia. Hơn nữa, họ là những cầu thủ kiến tạo hàng đầu mọi thời đại, với Messi hiện đang dẫn đầu với 379 kiến tạo và Ronaldo đang đứng ở vị trí thứ 2 với 273 kiến tạo.
Các nhà báo và chuyên gia thường xuyên tranh luận về giá trị cá nhân của cả hai cầu thủ trong nỗ lực xác định ai mà họ tin là cầu thủ xuất sắc nhất trong bóng đá hiện đại hoặc chưa từng có. Bất kể thích cá nhân nào, các nhà phê bình bóng đá nhất trí đồng ý rằng cả hai đều là những cầu thủ xuất sắc nhất trong thế hệ của họ, vượt trội so với các đồng nghiệp cùng trang lứa một cách đáng kể. Kỹ năng rê bóng của Messi thuộc hàng tốt nhất trong lịch sử bóng đá, trong khi khả năng lãnh đạo và tầm ảnh hưởng của Ronaldo trong các trận đấu lớn, đặc biệt là dưới áp lực, được đánh giá cao trên toàn thế giới.
Cuộc cạnh tranh giữa Messi và Ronaldo đã tạo cảm hứng cho người yêu bóng đá trên toàn thế giới. Mặc dù một bộ phận người hâm mộ của Ronaldo hay đả kích Messi và ngược lại, cả hai cầu thủ đều giành cho nhau sự tôn trọng. Ronaldo cho rằng: "Cạnh tranh với Messi khiến tôi trở nên tốt hơn" còn Messi cũng cho rằng: "Cuộc cạnh tranh đặc biệt với Ronaldo sẽ tồn tại mãi mãi!". Sự xuất sắc của hai cá nhân khiến cho quãng thời gian họ thống trị bóng đá thế giới được gọi là "Kỷ nguyên Ronaldo - Messi".
Sau khi vô địch FIFA World Cup 2022, Lionel Messi được coi là đã chiến thắng cuộc cạnh tranh đang diễn ra giữa hai cầu thủ này.

## Thống kê của hai cầu thủ

### Thống kê câu lạc bộ
Tính đến 11 tháng 8 năm 2021
| ——————————————————————————————————— |           |     |     |    |    |     |     |    |    |     |     |
| ——————————————————————————————————— |           |     |     |    |    |     |     |    |    |     |     |
| Barcelona                           |           |     |     |    |    |     |     |    |    |     |     |
| 2004–05                             | 7         | 1   | 1   | 0  | 1  | 0   | 0   | 0  | 9  | 1   |     |
| 2005–06                             | 17        | 6   | 2   | 1  | 6  | 1   | 0   | 0  | 25 | 8   |     |
| 2006–07                             | 26        | 14  | 2   | 2  | 5  | 1   | 3   | 0  | 36 | 17  |     |
| 2007–08                             | 28        | 10  | 3   | 0  | 9  | 6   | 0   | 0  | 40 | 16  |     |
| 2008–09                             | 31        | 23  | 8   | 6  | 12 | 9   | 0   | 0  | 51 | 38  |     |
| 2009–10                             | 35        | 34  | 3   | 1  | 11 | 8   | 4   | 4  | 53 | 47  |     |
| 2010–11                             | 33        | 31  | 7   | 7  | 13 | 12  | 2   | 3  | 55 | 53  |     |
| 2011–12                             | 37        | 50  | 7   | 3  | 11 | 14  | 5   | 6  | 60 | 73  |     |
| 2012–13                             | 32        | 46  | 5   | 4  | 11 | 8   | 2   | 2  | 50 | 60  |     |
| 2013–14                             | 31        | 28  | 6   | 5  | 7  | 8   | 2   | 0  | 46 | 41  |     |
| 2014–15                             | 38        | 43  | 6   | 5  | 13 | 10  | 0   | 0  | 57 | 58  |     |
| 2015–16                             | 33        | 26  | 5   | 5  | 7  | 6   | 4   | 4  | 49 | 41  |     |
| 2016–17                             | 34        | 37  | 7   | 5  | 9  | 11  | 2   | 1  | 52 | 54  |     |
| 2017–18                             | 36        | 34  | 6   | 4  | 10 | 6   | 2   | 1  | 54 | 45  |     |
| 2018–19                             | 34        | 36  | 5   | 3  | 10 | 12  | 1   | 0  | 50 | 51  |     |
| 2019–20                             | 33        | 25  | 2   | 2  | 8  | 3   | 1   | 1  | 44 | 31  |     |
| 2020–21                             | 7         | 3   | 0   | 0  | 3  | 3   | 0   | 0  | 10 | 6   |     |
| Tổng cộng                           | Tổng cộng | 492 | 447 | 75 | 53 | 146 | 118 | 28 | 22 | 741 | 640 |

| Cristiano Ronaldo | Cristiano Ronaldo | Cristiano Ronaldo | Cristiano Ronaldo | Cristiano Ronaldo | Cristiano Ronaldo | Cristiano Ronaldo | Cristiano Ronaldo | Cristiano Ronaldo | Cristiano Ronaldo | Cristiano Ronaldo | Cristiano Ronaldo |
| Câu lạc bộ        | Mùa giải          | Giải đấu          | Giải đấu          | Cúp               | Cúp               | Châu Âu           | Châu Âu           | Khác              | Khác              | Tổng cộng         | Tổng cộng         |
| Câu lạc bộ        | Mùa giải          | Ra sân            | Bản thắng         | Ra sân            | Bản thắng         | Ra sân            | Bản thắng         | Ra sân            | Bản thắng         | Ra sân            | Bản thắng         |
| ----------------- | ----------------- | ----------------- | ----------------- | ----------------- | ----------------- | ----------------- | ----------------- | ----------------- | ----------------- | ----------------- | ----------------- |
| Sporting CP       |                   |                   |                   |                   |                   |                   |                   |                   |                   |                   |                   |
| 2002–03           | 25                | 3                 | 3                 | 2                 | 3                 | 0                 | 0                 | 0                 | 31                | 5                 |                   |
| Manchester United |                   |                   |                   |                   |                   |                   |                   |                   |                   |                   |                   |
| 2003–04           | 29                | 4                 | 6                 | 2                 | 5                 | 0                 | 0                 | 0                 | 40                | 6                 |                   |
| 2004–05           | 33                | 5                 | 9                 | 4                 | 8                 | 0                 | 0                 | 0                 | 50                | 9                 |                   |
| 2005–06           | 33                | 9                 | 6                 | 2                 | 8                 | 1                 | 0                 | 0                 | 47                | 12                |                   |
| 2006–07           | 34                | 17                | 8                 | 3                 | 11                | 3                 | 0                 | 0                 | 53                | 23                |                   |
| 2007–08           | 34                | 31                | 3                 | 3                 | 11                | 8                 | 1                 | 0                 | 49                | 42                |                   |
| 2008–09           | 33                | 18                | 6                 | 3                 | 12                | 4                 | 2                 | 1                 | 53                | 26                |                   |
| Real Madrid       |                   |                   |                   |                   |                   |                   |                   |                   |                   |                   |                   |
| 2009–10           | 29                | 26                | 0                 | 0                 | 6                 | 7                 | 0                 | 0                 | 35                | 33                |                   |
| 2010–11           | 34                | 40                | 8                 | 7                 | 12                | 6                 | 0                 | 0                 | 54                | 53                |                   |
| 2011–12           | 38                | 46                | 5                 | 3                 | 10                | 10                | 2                 | 1                 | 55                | 60                |                   |
| 2012–13           | 34                | 34                | 7                 | 7                 | 12                | 12                | 2                 | 2                 | 55                | 55                |                   |
| 2013–14           | 30                | 31                | 6                 | 3                 | 11                | 17                | 0                 | 0                 | 47                | 51                |                   |
| 2014–15           | 35                | 48                | 2                 | 1                 | 12                | 10                | 5                 | 2                 | 54                | 61                |                   |
| 2015–16           | 36                | 35                | 0                 | 0                 | 12                | 16                | 0                 | 0                 | 48                | 51                |                   |
| 2016–17           | 29                | 25                | 2                 | 1                 | 13                | 12                | 2                 | 4                 | 46                | 42                |                   |
| 2017–18           | 27                | 26                | 0                 | 0                 | 13                | 15                | 4                 | 3                 | 44                | 44                |                   |
| Juventus          |                   |                   |                   |                   |                   |                   |                   |                   |                   |                   |                   |
| 2018–19           | 31                | 21                | 2                 | 0                 | 9                 | 6                 | 1                 | 1                 | 43                | 28                |                   |
| 2019–20           | 33                | 31                | 4                 | 2                 | 8                 | 4                 | 1                 | 0                 | 46                | 37                |                   |
| 2020–21           | 4                 | 6                 | 0                 | 0                 | 1                 | 0                 | 0                 | 0                 | 5                 | 6                 |                   |
| Tổng cộng         | Tổng cộng         | 581               | 456               | 77                | 43                | 177               | 131               | 20                | 14                | 855               | 644               |

Ghi chú
1. 1 2  Không bao gồm các trận đấu giải hạng hai (Sporting CP B, 2002–03).

### Thống kê quốc tế
Tính đến 17 tháng 11 năm 2020
| ————————————————— |           |    |    |    |    |     |    |
| ————————————————— |           |    |    |    |    |     |    |
| Argentina         | 2005      | 3  | 0  | 2  | 0  | 5   | 0  |
| Argentina         | 2006      | 3  | 1  | 4  | 1  | 7   | 2  |
| Argentina         | 2007      | 10 | 4  | 4  | 2  | 14  | 6  |
| Argentina         | 2008      | 6  | 1  | 2  | 1  | 8   | 2  |
| Argentina         | 2009      | 8  | 1  | 2  | 2  | 10  | 3  |
| Argentina         | 2010      | 5  | 0  | 5  | 2  | 10  | 2  |
| Argentina         | 2011      | 8  | 2  | 5  | 2  | 13  | 4  |
| Argentina         | 2012      | 5  | 5  | 4  | 7  | 9   | 12 |
| Argentina         | 2013      | 5  | 3  | 2  | 3  | 7   | 6  |
| Argentina         | 2014      | 7  | 4  | 7  | 4  | 14  | 8  |
| Argentina         | 2015      | 6  | 1  | 2  | 3  | 8   | 4  |
| Argentina         | 2016      | 10 | 8  | 1  | 0  | 11  | 8  |
| Argentina         | 2017      | 5  | 4  | 2  | 0  | 7   | 4  |
| Argentina         | 2018      | 4  | 1  | 1  | 3  | 5   | 4  |
| Argentina         | 2019      | 6  | 1  | 4  | 4  | 10  | 5  |
| Argentina         | 2020      | 4  | 1  | 0  |    | 4   | 1  |
| Tổng cộng         | Tổng cộng | 95 | 37 | 47 | 34 | 142 | 71 |

| Cristiano Ronaldo  | Cristiano Ronaldo | Cristiano Ronaldo | Cristiano Ronaldo | Cristiano Ronaldo | Cristiano Ronaldo | Cristiano Ronaldo | Cristiano Ronaldo |
| Đội tuyển quốc gia | Năm               | Tranh đấu         | Tranh đấu         | Giao hữu          | Giao hữu          | Tổng cộng         | Tổng cộng         |
| Đội tuyển quốc gia | Năm               | Ra sân            | Bàn thắng         | Ra sân            | Bàn thắng         | Ra sân            | Bản thắng         |
| ------------------ | ----------------- | ----------------- | ----------------- | ----------------- | ----------------- | ----------------- | ----------------- |
| Bồ Đào Nha         | 2003              | 0                 | 0                 | 2                 | 0                 | 2                 | 0                 |
| Bồ Đào Nha         | 2004              | 11                | 7                 | 5                 | 0                 | 16                | 7                 |
| Bồ Đào Nha         | 2005              | 7                 | 2                 | 4                 | 0                 | 11                | 2                 |
| Bồ Đào Nha         | 2006              | 10                | 4                 | 4                 | 2                 | 14                | 6                 |
| Bồ Đào Nha         | 2007              | 9                 | 5                 | 1                 | 0                 | 10                | 5                 |
| Bồ Đào Nha         | 2008              | 5                 | 1                 | 3                 | 0                 | 8                 | 1                 |
| Bồ Đào Nha         | 2009              | 5                 | 0                 | 2                 | 1                 | 7                 | 1                 |
| Bồ Đào Nha         | 2010              | 6                 | 3                 | 5                 | 0                 | 11                | 3                 |
| Bồ Đào Nha         | 2011              | 6                 | 5                 | 2                 | 2                 | 8                 | 7                 |
| Bồ Đào Nha         | 2012              | 9                 | 4                 | 4                 | 1                 | 13                | 5                 |
| Bồ Đào Nha         | 2013              | 6                 | 7                 | 3                 | 3                 | 9                 | 10                |
| Bồ Đào Nha         | 2014              | 5                 | 3                 | 4                 | 2                 | 9                 | 5                 |
| Bồ Đào Nha         | 2015              | 4                 | 3                 | 1                 | 0                 | 5                 | 3                 |
| Bồ Đào Nha         | 2016              | 10                | 10                | 3                 | 3                 | 13                | 13                |
| Bồ Đào Nha         | 2017              | 10                | 10                | 1                 | 1                 | 11                | 11                |
| Bồ Đào Nha         | 2018              | 4                 | 4                 | 3                 | 2                 | 7                 | 6                 |
| Bồ Đào Nha         | 2019              | 10                | 14                | 0                 | 0                 | 10                | 14                |
| Bồ Đào Nha         | 2020              | 4                 | 2                 | 2                 | 1                 | 6                 | 3                 |
| Tổng cộng          | Tổng cộng         | 121               | 84                | 49                | 18                | 170               | 102               |

### Hat-trick
Tính đến 22 tháng 2 năm 2020
| 1  | Barcelona           | Real Madrid         | 3–3 (H)                           | La Liga 2006–07                              | 10 tháng 3 năm 2007  |
| 2  | Atlético Madrid     | 3–1 (A)             | Cúp Nhà vua Tây Ban Nha 2008–09   | 6 tháng 1 năm 2009                           |                      |
| 3  | Tenerife            | 5–0 (A)             | La Liga 2009–10                   | 10 tháng 1 năm 2010                          |                      |
| 4  | Valencia            | 3–0 (H)             | La Liga 2009–10                   | 14 tháng 3 năm 2010                          |                      |
| 5  | Zaragoza            | 4–2 (A)             | La Liga 2009–10                   | 21 tháng 3 năm 2010                          |                      |
| 6  | Arsenal 4           | 4–1 (H)             | UEFA Champions League 2009–10     | 6 tháng 4 năm 2010                           |                      |
| 7  | Sevilla             | 4–0 (H)             | Siêu cúp bóng đá Tây Ban Nha 2010 | 21 tháng 8 năm 2010                          |                      |
| 8  | Almería             | 8–0 (A)             | La Liga 2010–11                   | 20 tháng 11 năm 2010                         |                      |
| 9  | Real Betis          | 5–0 (H)             | Cúp Nhà vua Tây Ban Nha 2010–11   | 12 tháng 1 năm 2011                          |                      |
| 10 | Atlético Madrid     | 3–0 (H)             | La Liga 2010–11                   | 5 tháng 2 năm 2011                           |                      |
| 11 | Osasuna             | 8–0 (H)             | La Liga 2011–12                   | 17 tháng 9 năm 2011                          |                      |
| 12 | Atlético Madrid     | 5–0 (H)             | La Liga 2011–12                   | 24 tháng 9 năm 2011                          |                      |
| 13 | Mallorca            | 5–0 (H)             | La Liga 2011–12                   | 29 tháng 10 năm 2011                         |                      |
| 14 | Viktoria Plzeň      | 4–0 (A)             | UEFA Champions League 2011–12     | 1 tháng 11 năm 2011                          |                      |
| 15 | Málaga              | 4–1 (A)             | La Liga 2011–12                   | 22 tháng 1 năm 2012                          |                      |
| 16 | Valencia 4          | 5–1 (H)             | La Liga 2011–12                   | 19 tháng 2 năm 2012                          |                      |
| 17 | Argentina           | Thụy Sĩ             | 3–1 (A)                           | Giao hữu                                     | 29 tháng 2 năm 2012  |
| 18 | Barcelona           | Bayer Leverkusen 5  | 7–1 (H)                           | UEFA Champions League 2011-12                | 7 tháng 3 năm 2012   |
| 19 | Espanyol 4          | 4–0 (H)             | La Liga 2011-12                   | 20 tháng 3 năm 2012                          |                      |
| 20 | Granada             | 5–3 (H)             | La Liga 2011-12                   | 2 tháng 5 năm 2012                           |                      |
| 21 | Málaga              | 4–1 (H)             | La Liga 2011-12                   | 5 tháng 5 năm 2012                           |                      |
| 22 | Argentina           | Brazil              | 4–3 (N)                           | Giao hữu                                     | 9 tháng 6 năm 2012   |
| 23 | Barcelona           | Deportivo La Coruña | 5–4 (A)                           | La Liga 2012–13                              | 20 tháng 10 năm 2012 |
| 24 | Osasuna 4           | 5–1 (H)             | La Liga 2012–13                   | 27 tháng 1 năm 2013                          |                      |
| 25 | Argentina           | Guatemala           | 4–0 (A)                           | Giao hữu                                     | 14 tháng 6 năm 2013  |
| 26 | Barcelona           | Valencia            | 3–2 (A)                           | La Liga 2013–14                              | 1 tháng 9 năm 2013   |
| 27 | Ajax                | 4–0 (H)             | UEFA Champions League 2013-14     | 18 tháng 9 năm 2013                          |                      |
| 28 | Osasuna             | 7–0 (H)             | La Liga 2013–14                   | 16 tháng 3 năm 2014                          |                      |
| 29 | Real Madrid         | 4–3 (A)             | La Liga 2013–14                   | 23 tháng 3 năm 2014                          |                      |
| 30 | Sevilla             | 5–1 (H)             | La Liga 2014–15                   | 22 tháng 11 năm 2014                         |                      |
| 31 | APOEL               | 4–0 (H)             | UEFA Champions League 2014–15     | 25 tháng 11 năm 2014                         |                      |
| 32 | Espanyol            | 5–1 (H)             | La Liga 2014-15                   | 7 tháng 12 năm 2014                          |                      |
| 33 | Deportivo La Coruña | 4–0 (A)             | La Liga 2014-15                   | 18 tháng 1 năm 2015                          |                      |
| 34 | Levante             | 5–0 (H)             | La Liga 2014-15                   | 15 tháng 2 năm 2015                          |                      |
| 35 | Rayo Vallecano      | 6–1 (H)             | La Liga 2014-15                   | 15 tháng 3 năm 2015                          |                      |
| 36 | Granada             | 4–0 (H)             | La Liga 2015-16                   | 9 tháng 1 năm 2016                           |                      |
| 37 | Valencia            | 7–0 (H)             | Cúp Nhà vua Tây Ban Nha 2015–16   | 3 tháng 2 năm 2016                           |                      |
| 38 | Rayo Vallecano      | 5–1 (A)             | La Liga 2015-16                   | 3 tháng 3 năm 2016                           |                      |
| 39 | Argentina           | Panama              | 5–0 (N)                           | Cúp bóng đá toàn châu Mỹ 2016                | 10 tháng 6 năm 2016  |
| 40 | Barcelona           | Celtic              | 7–0 (H)                           | UEFA Champions League 2016-17                | 13 tháng 9 năm 2016  |
| 41 | Manchester City     | 4–0 (H)             | UEFA Champions League 2016-17     | 19 tháng 10 năm 2016                         |                      |
| 42 | Espanyol            | 5–0 (H)             | La Liga 2017-18                   | 9 tháng 9 năm 2017                           |                      |
| 43 | Eibar 4             | 6–1 (H)             | La Liga 2017-18                   | 19 tháng 9 năm 2017                          |                      |
| 44 | Argentina           | Ecuador             | 3–1 (A)                           | Vòng loại giải vô địch bóng đá thế giới 2018 | 10 tháng 10 năm 2017 |
| 45 | Barcelona           | Leganés             | 3–1 (H)                           | La Liga 2017-18                              | 7 tháng 4 năm 2018   |
| 46 | Deportivo La Coruña | 4–2 (A)             | La Liga 2017-18                   | 29 tháng 4 năm 2018                          |                      |
| 47 | Argentina           | Haiti               | 4–0 (H)                           | Giao hữu                                     | 29 tháng 5 năm 2018  |
| 48 | Barcelona           | PSV Eindhoven       | 4–0 (H)                           | UEFA Champions League 2018-19                | 18 tháng 9 năm 2018  |
| 49 | Barcelona           | Levante             | 5–0 (A)                           | La Liga 2018-19                              | 16 tháng 12 năm 2018 |
| 50 | Barcelona           | Sevilla             | 4–2 (A)                           | La Liga 2018-19                              | 23 tháng 2 năm 2019  |
| 51 | Barcelona           | Real Betis          | 4–1 (A)                           | La Liga 2018-19                              | 17 tháng 3 năm 2019  |
| 52 | Barcelona           | Celta Vigo          | 4–1 (H)                           | La Liga 2019-20                              | 9 tháng 11 năm 2019  |
| 53 | Barcelona           | Mallorca            | 5–2 (H)                           | La Liga 2019-20                              | 7 tháng 12 năm 2019  |
| 54 | Barcelona           | Eibar 4             | 5–0 (H)                           | La Liga 2019-20                              | 22 tháng 2 năm 2020  |

| 1  | Manchester United   | Newcastle United    | 6–0 (H)                                           | Giải bóng đá Ngoại hạng Anh 2007-08                      | 12 tháng 1 năm 2008  |
| 2  | Real Madrid         | Mallorca            | 4–1 (A)                                           | La Liga 2009-10                                          | 5 tháng 5 năm 2010   |
| 3  | Racing Santander4   | 6–1 (H)             | La Liga 2010-11                                   | 23 tháng 10 năm 2010                                     |                      |
| 4  | Athletic Bilbao     | 5–1 (H)             | La Liga 2010-11                                   | 20 tháng 11 năm 2010                                     |                      |
| 5  | Levante             | 8–0 (H)             | Cúp Nhà vua Tây Ban Nha 2010–11                   | 22 tháng 12 năm 2010                                     |                      |
| 6  | Villarreal          | 4–2 (H)             | La Liga 2010-11                                   | 9 tháng 1 năm 2011                                       |                      |
| 7  | Málaga              | 7–0 (H)             | La Liga 2010-11                                   | 3 tháng 3 năm 2011                                       |                      |
| 8  | Sevilla 4           | 6–2 (A)             | La Liga 2010-11                                   | 7 tháng 5 năm 2011                                       |                      |
| 9  | Getafe              | 4–0 (H)             | La Liga 2010-11                                   | 10 tháng 5 năm 2011                                      |                      |
| 10 | Zaragoza            | 6–0 (A)             | La Liga 2011-12                                   | 28 tháng 8 năm 2011                                      |                      |
| 11 | Rayo Vallecano 4    | 6–2 (H)             | La Liga 2011-12                                   | 24 tháng 9 năm 2011                                      |                      |
| 12 | Málaga              | 4–0 (A)             | La Liga 2011-12                                   | 22 tháng 10 năm 2011                                     |                      |
| 13 | Osasuna             | 7–1 (H)             | La Liga 2011-12                                   | 6 tháng 11 năm 2011                                      |                      |
| 14 | Sevilla             | 6–2 (A)             | La Liga 2011-12                                   | 17 tháng 12 năm 2011                                     |                      |
| 15 | Levante             | 4–2 (H)             | La Liga 2011-12                                   | 12 tháng 2 năm 2012                                      |                      |
| 16 | Atlético Madrid     | 4–1 (A)             | La Liga 2011-12                                   | 11 tháng 4 năm 2012                                      |                      |
| 17 | Deportivo La Coruña | 5–1 (H)             | La Liga 2012-13                                   | 30 tháng 9 năm 2012                                      |                      |
| 18 | Ajax                | 4–1 (A)             | UEFA Champions League 2012-13                     | 3 tháng 10 năm 2012                                      |                      |
| 19 | Celta Vigo          | 4–0 (H)             | Cúp Nhà vua Tây Ban Nha 2012–13                   | 9 tháng 1 năm 2013                                       |                      |
| 20 | Getafe              | 4–0 (H)             | La Liga 2012-13                                   | 27 tháng 1 năm 2013                                      |                      |
| 21 | Sevilla             | 4–1 (H)             | La Liga 2012-13                                   | 9 tháng 2 năm 2013                                       |                      |
| 22 | Bồ Đào Nha          | Bắc Ireland         | 4–2 (A)                                           | Vòng loại giải vô địch bóng đá thế giới 2014             | 6 tháng 9 năm 2013   |
| 23 | Real Madrid         | Galatasaray         | 6–1 (A)                                           | UEFA Champions League 2013-14                            | 17 tháng 9 năm 2013  |
| 24 | Sevilla             | 7–3 (H)             | La Liga 2013-14                                   | 30 tháng 10 năm 2013                                     |                      |
| 25 | Real Sociedad       | 5–1 (H)             | La Liga 2013-14                                   | 9 tháng 11 năm 2013                                      |                      |
| 26 | Bồ Đào Nha          | Thụy Điển           | 3–2 (A)                                           | Vòng loại giải vô địch bóng đá thế giới 2014             | 19 tháng 11 năm 2013 |
| 27 | Real Madrid         | Deportivo La Coruña | 8–2 (A)                                           | La Liga 2014-15                                          | 20 tháng 9 năm 2014  |
| 28 | Elche 4             | 5–1 (H)             | La Liga 2014-15                                   | 23 tháng 9 năm 2014                                      |                      |
| 29 | Athletic Bilbao     | 5–0 (H)             | La Liga 2014-15                                   | 5 tháng 10 năm 2014                                      |                      |
| 30 | Celta Vigo          | 3–0 (H)             | La Liga 2014-15                                   | 6 tháng 12 năm 2014                                      |                      |
| 31 | Granada 5           | 9–1 (H)             | La Liga 2014-15                                   | 5 tháng 4 năm 2015                                       |                      |
| 32 | Sevilla             | 3–2 (A)             | La Liga 2014-15                                   | 2 tháng 5 năm 2015                                       |                      |
| 33 | Espanyol            | 3–1 (A)             | La Liga 2014-15                                   | 17 tháng 5 năm 2015                                      |                      |
| 34 | Getafe              | 7–3 (H)             | La Liga 2014-15                                   | 23 tháng 5 năm 2015                                      |                      |
| 35 | Bồ Đào Nha          | Armenia             | 3–2 (A)                                           | Vòng loại giải vô địch bóng đá châu Âu 2016              | 13 tháng 6 năm 2015  |
| 36 | Real Madrid         | Espanyol 5          | 6–0 (A)                                           | La Liga 2015-16                                          | 12 tháng 9 năm 2015  |
| 37 | Shakhtar Donetsk    | 4–0 (H)             | UEFA Champions League 2015-16                     | 15 tháng 9 năm 2015                                      |                      |
| 38 | Malmö FF 4          | 8–0 (H)             | UEFA Champions League 2015-16                     | 8 tháng 12 năm 2015                                      |                      |
| 39 | Espanyol            | 6–0 (H)             | La Liga 2015-16                                   | 31 tháng 1 năm 2016                                      |                      |
| 40 | Celta Vigo 4        | 7–1 (H)             | La Liga 2015-16                                   | 5 tháng 3 năm 2016                                       |                      |
| 41 | VfL Wolfsburg       | 3–0 (H)             | UEFA Champions League 2015-16                     | 12 tháng 4 năm 2016                                      |                      |
| 42 | Bồ Đào Nha          | Andorra 4           | 6–0 (H)                                           | Vòng loại giải vô địch bóng đá thế giới 2018             | 7 tháng 10 năm 2016  |
| 43 | Real Madrid         | Alavés              | 4–1 (A)                                           | La Liga 2016-17                                          | 29 tháng 10 năm 2016 |
| 44 | Atlético Madrid     | 3–0 (A)             | La Liga 2016-17                                   | 19 tháng 11 năm 2016                                     |                      |
| 45 | Kashima Antlers     | 4–2 (N)             | Giải vô địch bóng đá thế giới các câu lạc bộ 2016 | 18 tháng 12 năm 2016                                     |                      |
| 46 | Bayern Munich       | 4–2 (H)             | UEFA Champions League 2016-17                     | 18 tháng 4 năm 2017                                      |                      |
| 47 | Atlético Madrid     | 3–0 (H)             | UEFA Champions League 2016-17                     | 2 tháng 5 năm 2017                                       |                      |
| 48 | Bồ Đào Nha          | Quần đảo Faroe      | 5–1 (H)                                           | Vòng loại giải vô địch bóng đá thế giới 2018             | 31 tháng 8 năm 2017  |
| 49 | Real Madrid         | Real Sociedad       | 5–2 (H)                                           | La Liga 2017-18                                          | 10 tháng 2 năm 2018  |
| 50 | Girona 4            | 6–3 (H)             | La Liga 2017-18                                   | 18 tháng 3 năm 2018                                      |                      |
| 51 | Bồ Đào Nha          | Tây Ban Nha         | 3–3 (N)                                           | Giải vô địch bóng đá thế giới 2018                       | 15 tháng 6 năm 2018  |
| 52 | Juventus            | Atlético Madrid     | 3–0 (H)                                           | UEFA Champions League 2018-19                            | 12 tháng 3 năm 2019  |
| 53 | Bồ Đào Nha          | Thụy Sĩ             | 3–1 (H)                                           | Chung kết giải vô địch bóng đá các quốc gia châu Âu 2019 | 5 tháng 6 năm 2019   |
| 54 | Litva 4             | 5–1 (A)             | Vòng loại giải vô địch bóng đá châu Âu 2020       | 10 tháng 9 năm 2019                                      |                      |
| 55 | Litva               | 6–0 (H)             | Vòng loại giải vô địch bóng đá châu Âu 2020       | 14 tháng 11 năm 2019                                     |                      |
| 56 | Juventus            | Cagliari            | 4–0 (H)                                           | Serie A 2019–20                                          | 6 tháng 1 năm 2020   |

4 hoặc 5 Cầu thủ ghi được 4 hoặc 5 bàn thắng

## Đối đầu
Trong những năm qua, người ta nói rằng sự kình địch giữa Real Madrid và Barcelona được "gói gọn" bởi sự kình địch cá nhân giữa Ronaldo và Messi, không bao giờ có trận El Clásico không bàn thắng giữa hai người.
| Chú thích |
| Chung kết |
| Bán kết   |

| STT | Ngày                 | Tranh đấu                    | Đội nhà           | Đội khách         | Tỉ số        | Bàn thắng được ghi bởi cả hai                                |
| --- | -------------------- | ---------------------------- | ----------------- | ----------------- | ------------ | ------------------------------------------------------------ |
| 1   | 23 tháng 4 năm 2008  | Champions League             | Barcelona         | Manchester United | 0–0          |                                                              |
| 2   | 29 tháng 4 năm 2008  | Champions League             | Manchester United | Barcelona         | 1–0          |                                                              |
| 3   | 27 tháng 5 năm 2009  | Champions League             | Barcelona         | Manchester United | 2–0          | Messi ( 70')                                                 |
| 4   | 29 tháng 11 năm 2009 | La Liga                      | Barcelona         | Real Madrid       | 1–0          |                                                              |
| 5   | 10 tháng 4 năm 2010  | La Liga                      | Real Madrid       | Barcelona         | 0–2          | Messi ( 33')                                                 |
| 6   | 29 tháng 11 năm 2010 | La Liga                      | Barcelona         | Real Madrid       | 5–0          |                                                              |
| 7   | 9 tháng 2 năm 2011   | Giao hữu                     | Argentina         | Portugal          | 2–1          | Ronaldo ( 21'), Messi ( 90' (ph.đ.)                          |
| 8   | 16 tháng 4 năm 2011  | La Liga                      | Real Madrid       | Barcelona         | 1–1          | Messi ( 51' (ph.đ.), Ronaldo ( 81' (ph.đ.)                   |
| 9   | 20 tháng 4 năm 2011  | Cúp Nhà vua Tây Ban Nha      | Real Madrid       | Barcelona         | 1–0 (s.h.p.) | Ronaldo ( 103')                                              |
| 10  | 27 tháng 4 năm 2011  | Champions League             | Real Madrid       | Barcelona         | 0–2          | Messi ( 76', 87')                                            |
| 11  | 3 tháng 5 năm 2011   | Champions League             | Barcelona         | Real Madrid       | 1–1          |                                                              |
| 12  | 14 tháng 8 năm 2011  | Siêu cúp bóng đá Tây Ban Nha | Real Madrid       | Barcelona         | 2–2          | Messi ( 45')                                                 |
| 13  | 17 tháng 8 năm 2011  | Siêu cúp bóng đá Tây Ban Nha | Barcelona         | Real Madrid       | 3–2          | Ronaldo ( 20'), Messi ( 53', 88')                            |
| 14  | 10 tháng 12 năm 2011 | La Liga                      | Real Madrid       | Barcelona         | 1–3          |                                                              |
| 15  | 18 tháng 1 năm 2012  | Cúp Nhà vua Tây Ban Nha      | Real Madrid       | Barcelona         | 1–2          | Ronaldo ( 11')                                               |
| 16  | 25 tháng 1 năm 2012  | Cúp Nhà vua Tây Ban Nha      | Barcelona         | Real Madrid       | 2–2          | Ronaldo ( 68')                                               |
| 17  | 21 tháng 4 năm 2012  | La Liga                      | Barcelona         | Real Madrid       | 1–2          | Ronaldo ( 73')                                               |
| 18  | 23 tháng 8 năm 2012  | Siêu cúp bóng đá Tây Ban Nha | Barcelona         | Real Madrid       | 3–2          | Ronaldo ( 55'), Messi ( 70' (ph.đ.)                          |
| 19  | 29 tháng 8 năm 2012  | Siêu cúp bóng đá Tây Ban Nha | Real Madrid       | Barcelona         | 2–1          | Ronaldo ( 19'), Messi ( 45')                                 |
| 20  | 7 tháng 10 năm 2012  | La Liga                      | Barcelona         | Real Madrid       | 2–2          | Ronaldo ( 23', 66'), Messi ( 31', 61')                       |
| 21  | 30 tháng 1 năm 2013  | Cúp Nhà vua Tây Ban Nha      | Real Madrid       | Barcelona         | 1–1          |                                                              |
| 22  | 26 tháng 2 năm 2013  | Cúp Nhà vua Tây Ban Nha      | Barcelona         | Real Madrid       | 1–3          | Ronaldo ( 12', 57')                                          |
| 23  | 2 tháng 3 năm 2013   | La Liga                      | Real Madrid       | Barcelona         | 2–1          | Messi ( 18')                                                 |
| 24  | 26 tháng 10 năm 2013 | La Liga                      | Barcelona         | Real Madrid       | 2–1          |                                                              |
| 25  | 23 tháng 3 năm 2014  | La Liga                      | Real Madrid       | Barcelona         | 3–4          | Messi ( 42', 65' (ph.đ.), 84' (ph.đ.), Ronaldo ( 55' (ph.đ.) |
| 26  | 25 tháng 10 năm 2014 | La Liga                      | Real Madrid       | Barcelona         | 3–1          | Ronaldo ( 35' (ph.đ.)                                        |
| 27  | 18 tháng 11 năm 2014 | Giao hữu                     | Argentina         | Portugal          | 0–1          |                                                              |
| 28  | 22 tháng 3 năm 2015  | La Liga                      | Barcelona         | Real Madrid       | 2–1          | Ronaldo ( 31')                                               |
| 29  | 21 tháng 11 năm 2015 | La Liga                      | Real Madrid       | Barcelona         | 0–4          |                                                              |
| 30  | 2 tháng 4 năm 2016   | La Liga                      | Barcelona         | Real Madrid       | 1–2          | Ronaldo ( 85')                                               |
| 31  | 3 tháng 12 năm 2016  | La Liga                      | Barcelona         | Real Madrid       | 1–1          |                                                              |
| 32  | 23 tháng 4 năm 2017  | La Liga                      | Real Madrid       | Barcelona         | 2–3          | Messi ( 33', 90+2')                                          |
| 33  | 13 tháng 8 năm 2017  | Siêu cúp bóng đá Tây Ban Nha | Barcelona         | Real Madrid       | 1–3          | Messi ( 77' (ph.đ.), Ronaldo ( 80')                          |
| 34  | 23 tháng 12 năm 2017 | La Liga                      | Real Madrid       | Barcelona         | 0–3          | Messi ( 64' (ph.đ.)                                          |
| 35  | 6 tháng 5 năm 2018   | La Liga                      | Barcelona         | Real Madrid       | 2–2          | Ronaldo ( 14'), Messi ( 52')                                 |
| 36  | 9 tháng 12 năm 2020  | UEFA Champions League        | Barcelona         | Juventus          | 0–3          | Ronaldo ( 13' (ph.đ.), 52' (ph.đ.)                           |

### Tóm tắt đối đầu
| Giải đấu                     | Trận đấu đã chơi | Messi thắng | Ronaldo thắng | Hòa | Messi ghi bàn | Ronaldo ghi bàn |
| ---------------------------- | ---------------- | ----------- | ------------- | --- | ------------- | --------------- |
| La Liga                      | 18               | 10          | 4             | 4   | 12            | 9               |
| Champions League             | 6                | 2           | 2             | 2   | 3             | 2               |
| Cúp Nhà vua Tây Ban Nha      | 5                | 1           | 2             | 2   | 0             | 5               |
| Siêu cúp bóng đá Tây Ban Nha | 5                | 2           | 2             | 1   | 6             | 4               |
| Giao hữu                     | 2                | 1           | 1             | 0   | 1             | 1               |
| Tổng cộng                    | 36               | 16          | 11            | 9   | 22            | 21              |

Cập nhật lần cuối ngày 6 tháng 5 năm 2018